# 亜細亜自動車
亜細亜自動車（Asia Motors, ハングル: 아시아자동차）はかつて存在した大韓民国の自動車メーカーである。1965年に創業し、1976年から起亜産業（現：起亜自動車）の子会社となり、1999年に起亜に吸収合併されて会社解散した。

下記のような歴史的経緯もあり、事実上商用車専門メーカーであると言える。

## 歴史
韓国政府は1962年に第一次経済開発五カ年計画の一環として自動車工業保護法を制定し、ノックダウン生産のための輸入部品への関税を減免するなど自動車産業振興策を打ち出していった。この追い風を受けて、亜細亜自動車工業は1965年7月2日、全羅南道光州に設立された。当初は軍用車両の製造に従事していたが、フィアットとの交渉を開始し、1970年からフィアット・124の組立を開始した。しかし、わずか3年ほどで製造中止となり、亜細亜は経営不振から1976年に起亜産業によって買収された。
第2次オイルショックを受けて、1981年には韓国政府によって自動車産業の合理化措置が採られ、現代自動車とセハン自動車（現在の韓国GM）は乗用車、起亜産業および亜細亜自動車は商用車の製造に専念させられた。1986年にこの合理化措置が解除されると、起亜は乗用車市場に再参入するが、亜細亜は引き続きトラック・バス、および軍用車両の製造・販売を担った。
1999年、現代自動車による起亜自動車の買収に伴い、亜細亜自動車は起亜に吸収合併された。従来の亜細亜ブランド車はキアブランドに変わったが、そのほとんどは5年以内に打ち切られ、2018年10月現在韓国向けキア公式サイトでブランドが残っていることが確認できる車種はグランバードのみである。
亜細亜自動車の製造拠点は起亜自動車光州工場となっており、ソウル、スポーテージなどが製造されている。

## 車種一覧

### 亜細亜ブランド
- ロクスタ (Rocsta)：K-111（M606型ジープ）の民生版。1990年から1997年まで製造。
- タウナー (Towner)：軽商用車。7代目ダイハツ・ハイゼットベース。バンとトラックがある。1992年から2002年まで製造。
- AC/AV：初代マツダ・タイタンベースのコーチ（ワゴン）およびバン。1978年から1987年まで製造。
- トピック (Topic)：AC/AVの後継。3代目マツダ・ボンゴをベースに全長を大幅に延長して作られたマイクロバス。1987年から2000年まで製造。
- コンビ (Combi)：2代目マツダ・パークウェイベースのマイクロバス。1983年から2002年まで製造。
- コスモス (Cosmos)：中型バス。日野・レインボーベース。AM808の後継。1989年から2002年まで製造。
- AMシリーズバス
- ABシリーズバス
- Bシリーズバス
- グランバード (Granbird) (AM948/949)：大型バス。1994年に登場し現在でも生産されている。
- AMトラック：大型トラック。日野・スーパードルフィンベース。1984年から1995年まで製造。
- グラント (Granto)：大型トラック。AMトラックの後継で初代日野・プロフィアベース。1995年から2000年まで製造。

### 委託生産車
- レトナ (Retona)：ロクスタの後継車種だがキアブランドで販売。K-131の民生版。1998年から2003年まで製造。
- プライド
- ボンゴIII/ボンゴフロンティア
- ジャンボタイタン
- トレード
- ライノ
- プレジオ

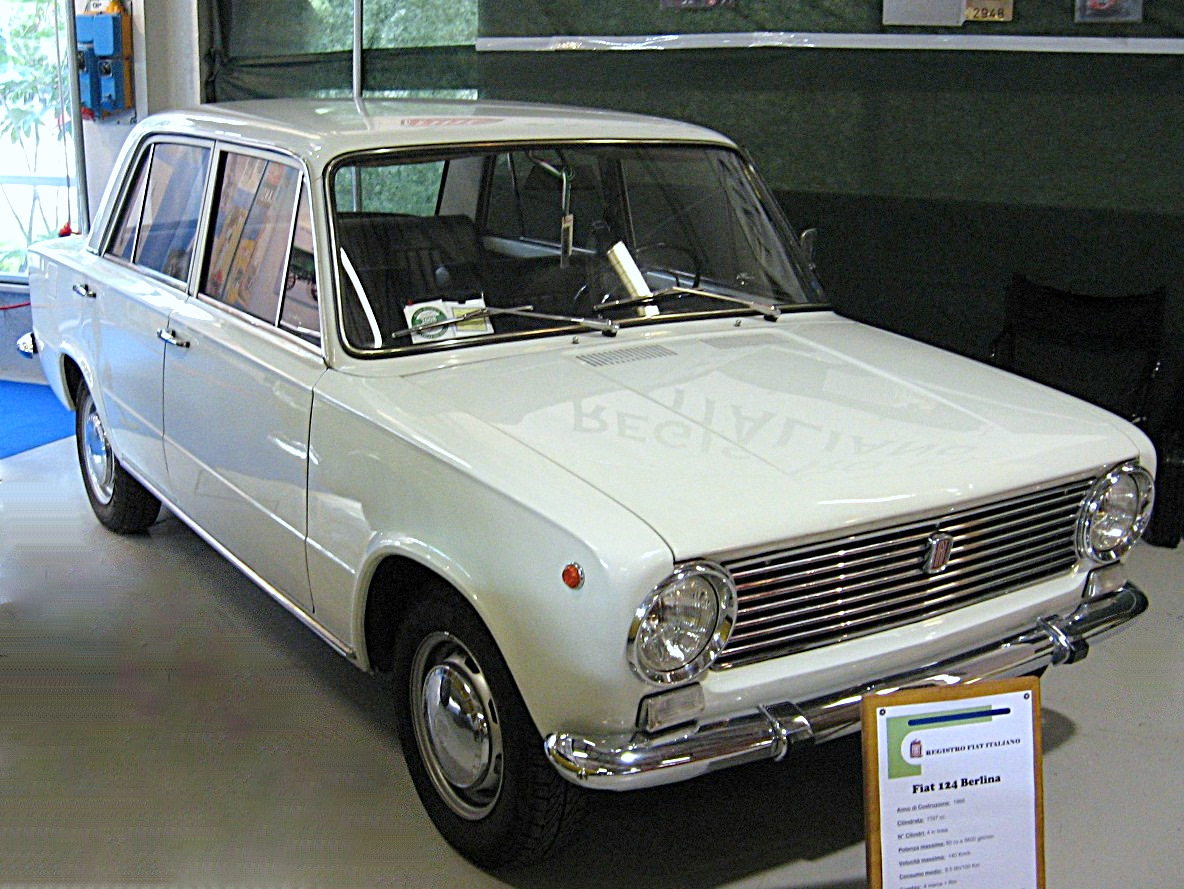
ノックダウン生産したイタリアのFiat124
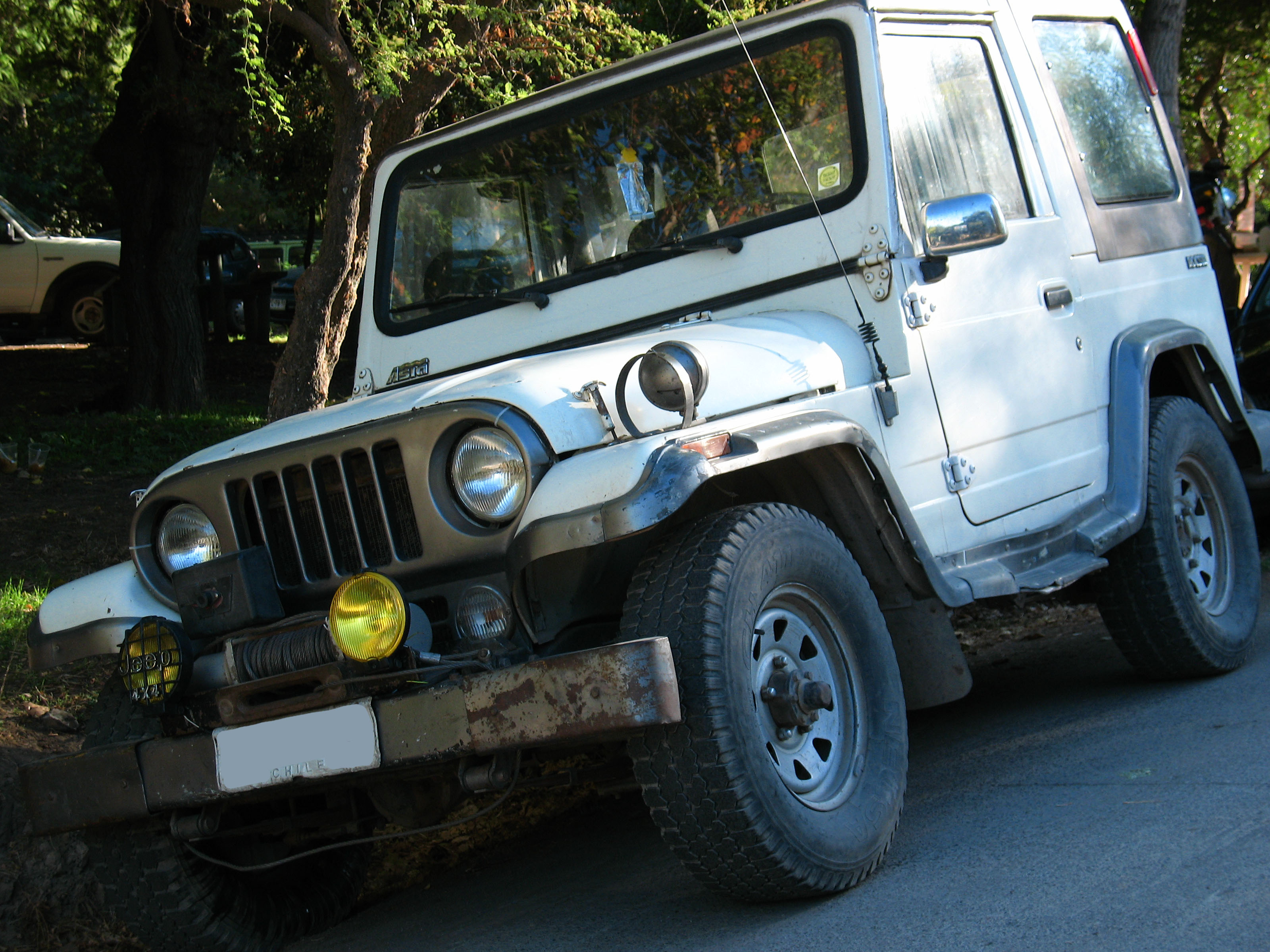
1994年型ロクスタ
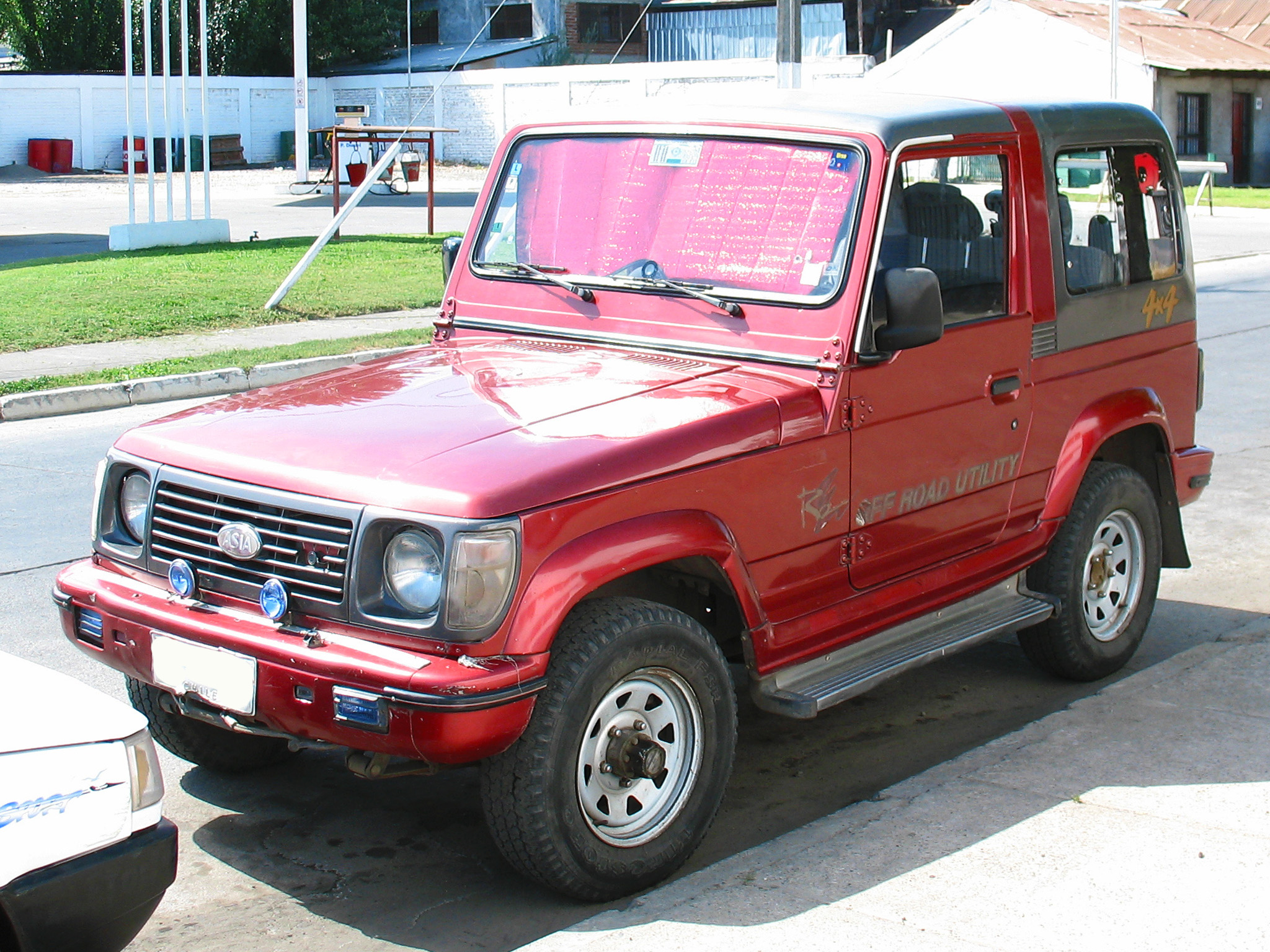
1997年型ロクスタTX
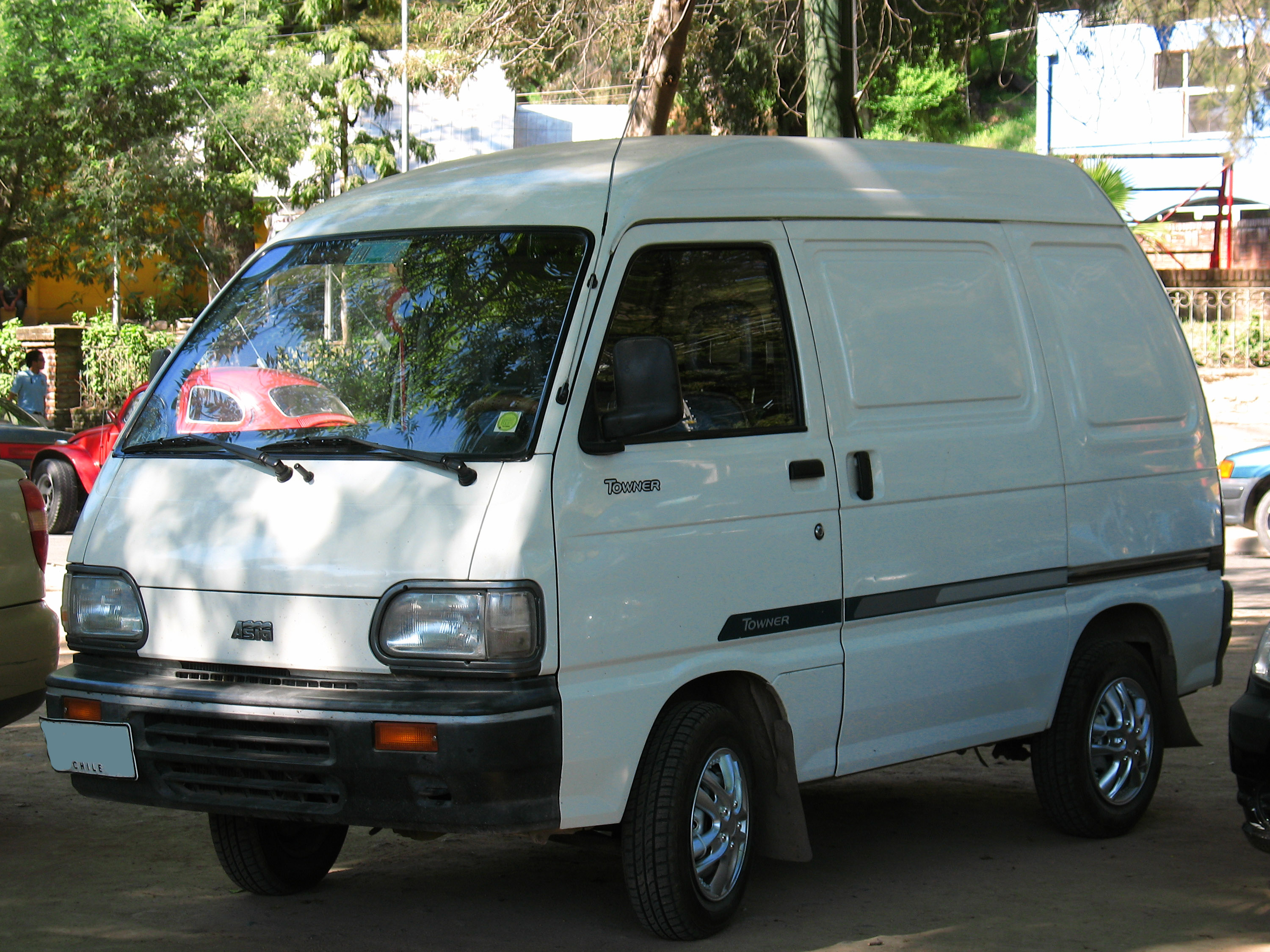
1993年型タウナーカーゴ
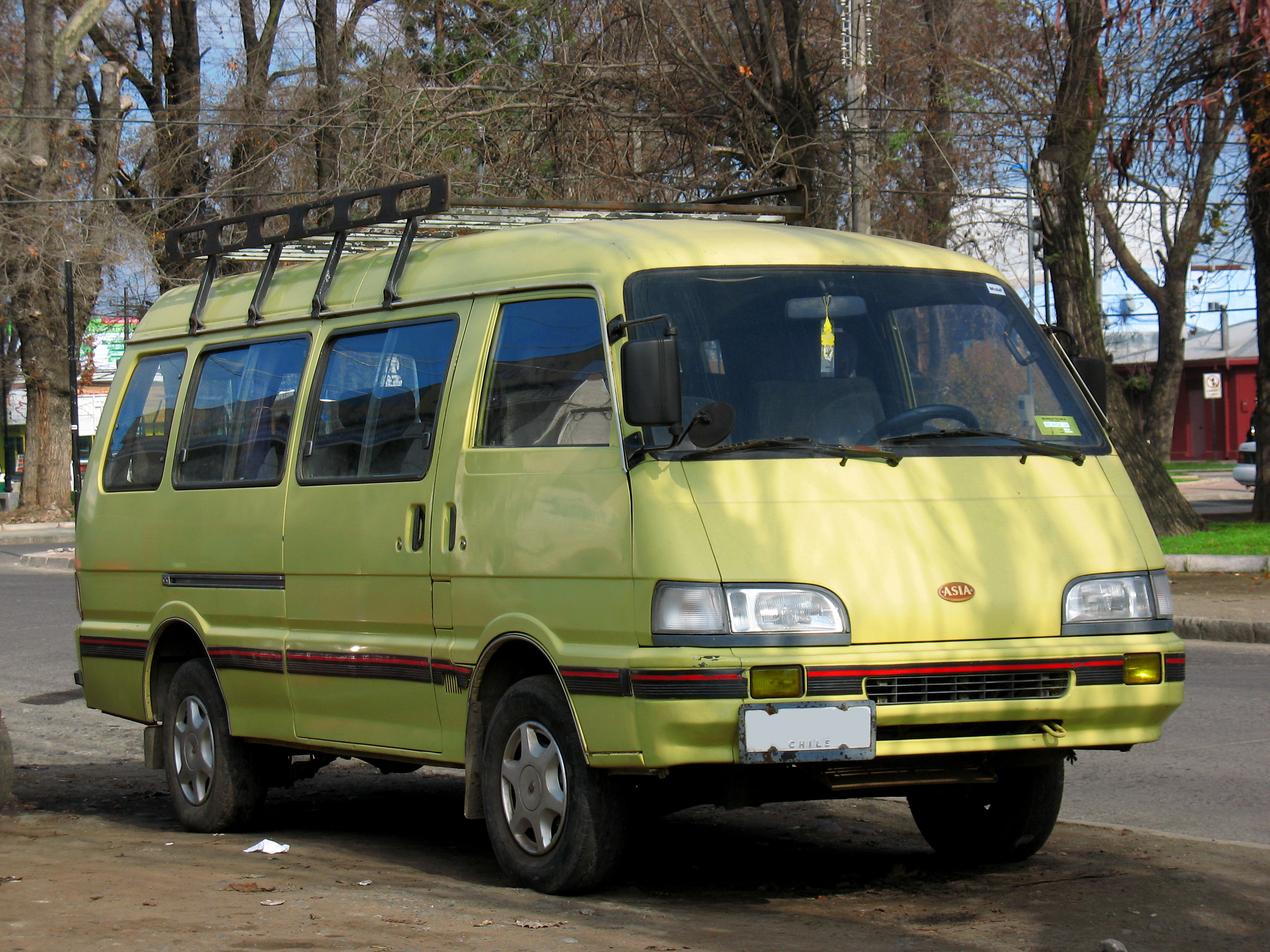
1995年型トピック2.7Dバン
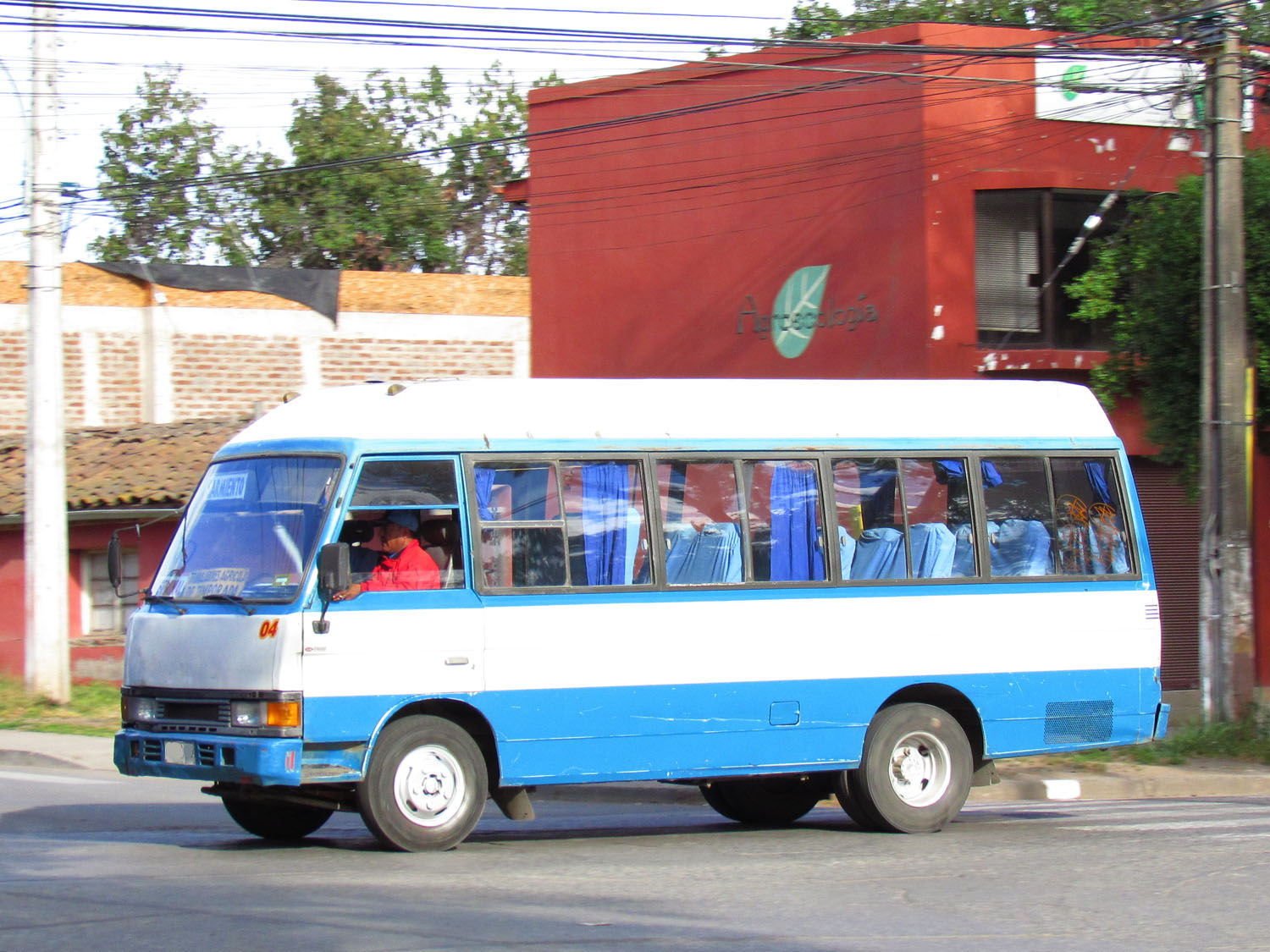
1993年型コンビ(AM815)
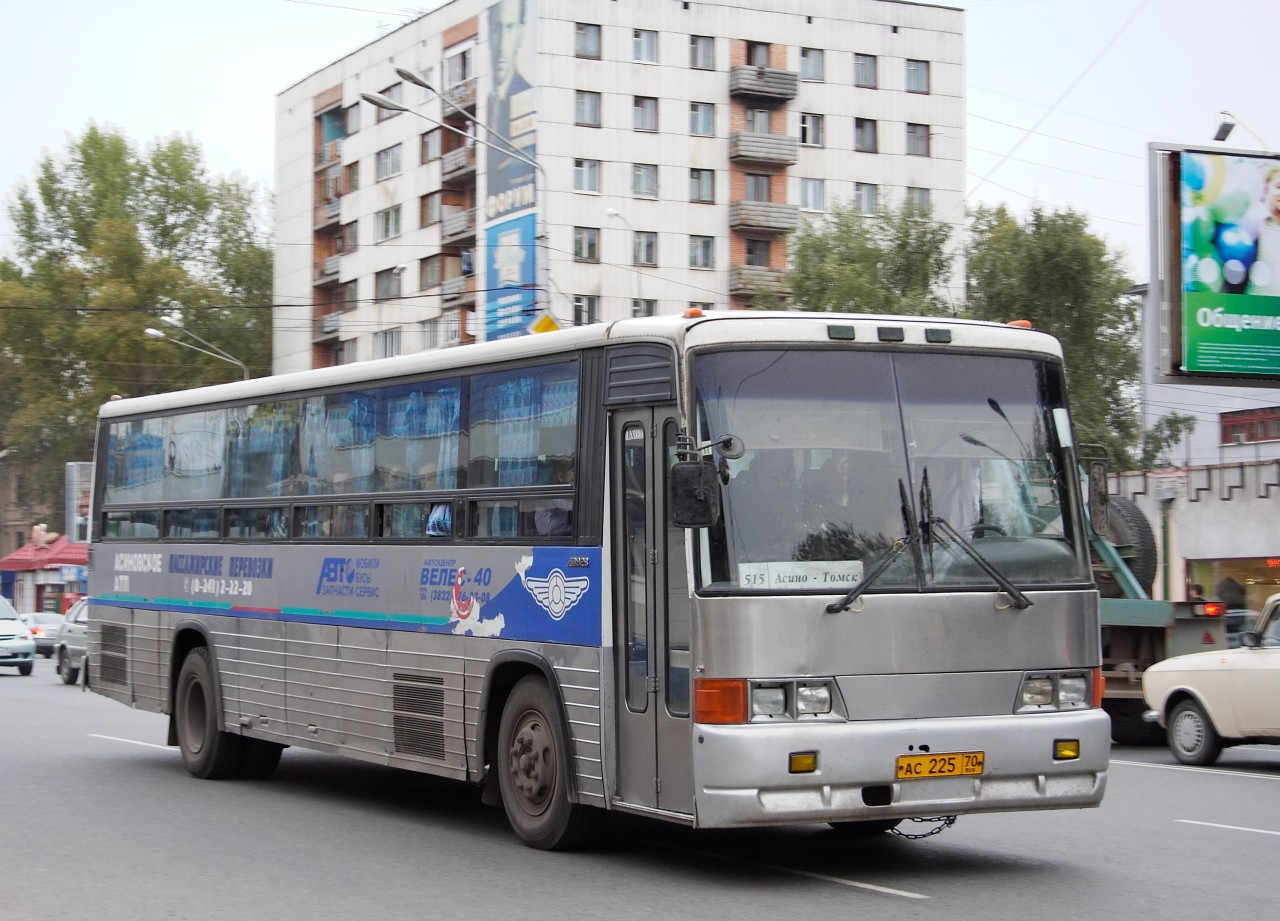
AM928バス
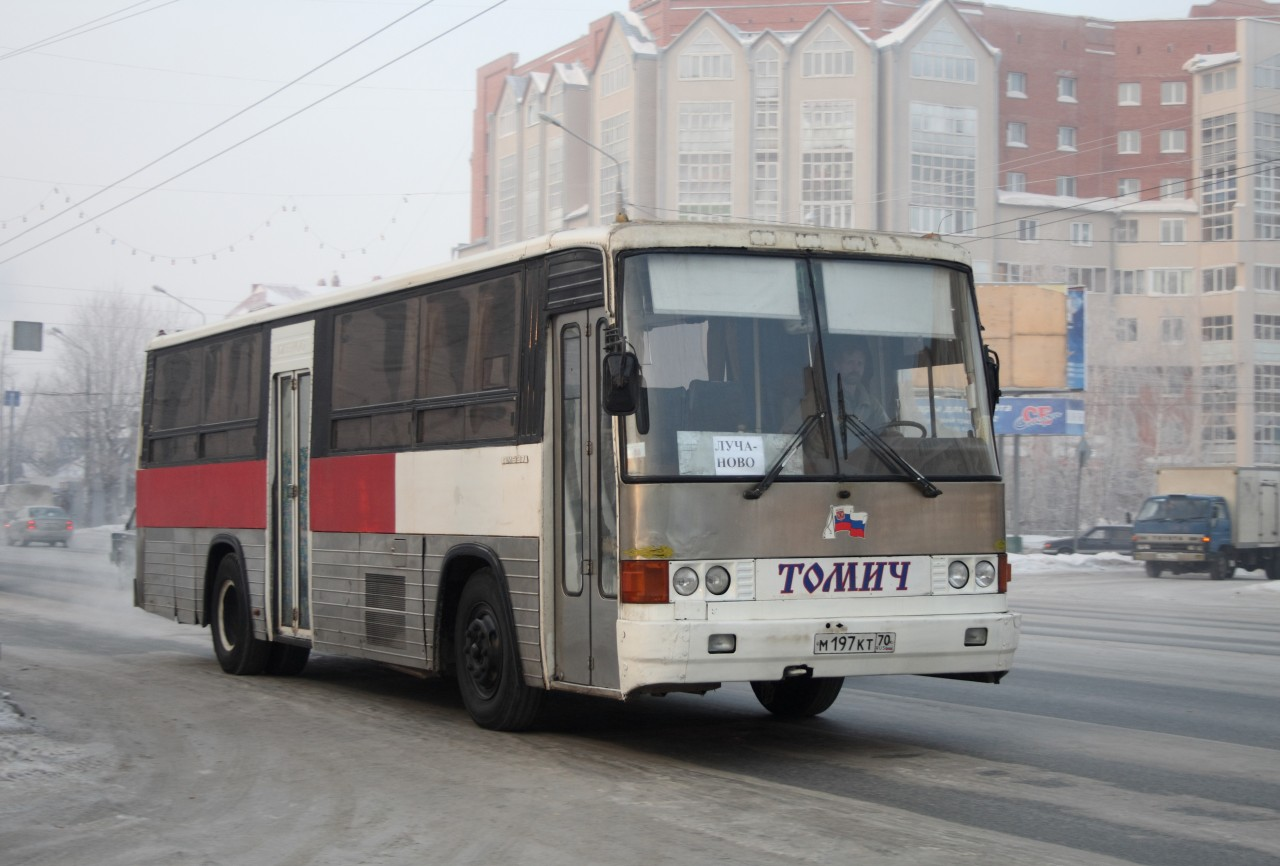
AM937Aバス
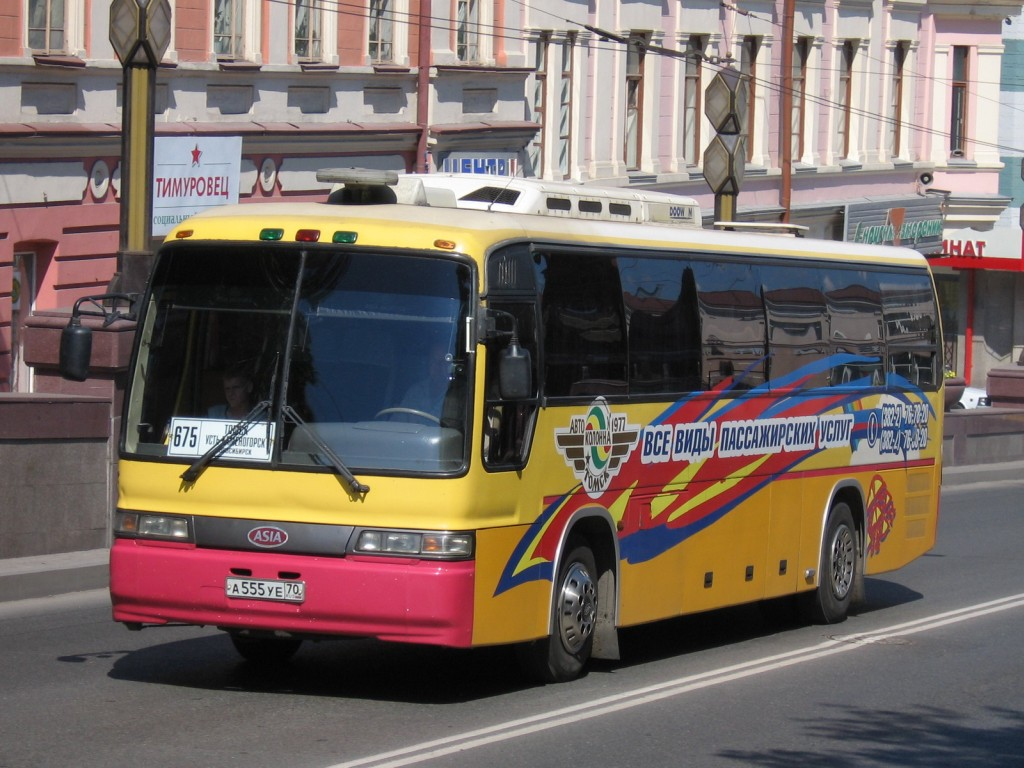
グランバード
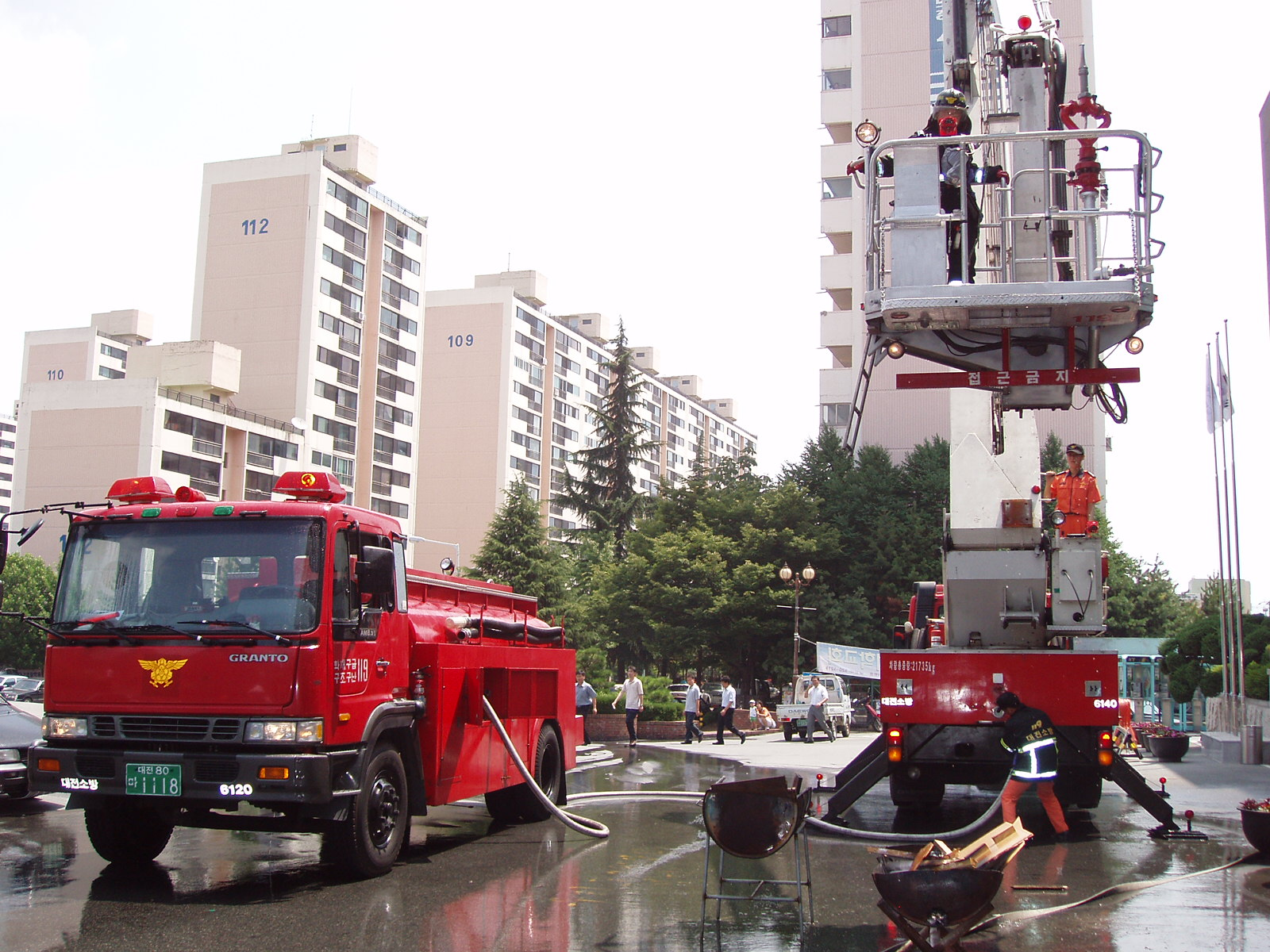
グラント